# Shippenville
Shippenville és una població dels Estats Units a l'estat de Pennsilvània. Segons el cens del 2000 tenia 505 habitants.

## Demografia
Segons el cens del 2000, Shippenville tenia 505 habitants, 209 habitatges, i 138 famílies. La densitat de població era de 475,6 habitants/km².
Dels 209 habitatges en un 29,2% hi vivien nens de menys de 18 anys, en un 53,1% hi vivien parelles casades, en un 9,1% dones solteres, i en un 33,5% no eren unitats familiars. En el 27,3% dels habitatges hi vivien persones soles el 13,4% de les quals corresponia a persones de 65 anys o més que vivien soles. El nombre mitjà de persones vivint en cada habitatge era de 2,38 i el nombre mitjà de persones que vivien en cada família era de 2,89.
Per edats la població es repartia de la següent manera: un 21,8% tenia menys de 18 anys, un 8,3% entre 18 i 24, un 26,7% entre 25 i 44, un 22,8% de 45 a 60 i un 20,4% 65 anys o més.
L'edat mediana era de 40 anys. Per cada 100 dones de 18 o més anys hi havia 88,1 homes.
La renda mediana per habitatge era de 31.667$ i la renda mediana per família de 34.773$. Els homes tenien una renda mediana de 26.250$ mentre que les dones 20.125$. La renda per capita de la població era de 16.216$. Entorn de l'11,8% de les famílies i el 12,1% de la població estaven per davall del llindar de pobresa.

## Poblacions més properes
El següent diagrama mostra les poblacions més properes.